# Turquie aux Jeux olympiques de la jeunesse d'hiver de 2012
La Turquie a participé aux Jeux olympiques de la jeunesse d'hiver de 2012 à Innsbruck en Autriche du 13 au 22 janvier 2012. 

## Participants
| Sport       | Hommes | Femmes | Total |
| ----------- | ------ | ------ | ----- |
| Ski alpin   | 1      | 1      | 2     |
| Ski de fond | 1      | 0      | 1     |
| Saut à ski  | 1      | 0      | 1     |
| Total       | 3      | 1      | 4     |

## Résultats

### Ski alpin
La Turquie a qualifié 2 athlètes.
Hommes
| Athlète           | Épreuve      | Finale        | Finale      | Finale        | Finale      |
| Athlète           | Épreuve      | Manche 1      | Manche 2    | Total         | Rang        |
| ----------------- | ------------ | ------------- | ----------- | ------------- | ----------- |
| Mustafa Topaloglu | Slalom       | 48 s 34       | 48 s 87     | 1 min 37 s 21 | 29          |
| Mustafa Topaloglu | Slalom géant | Disqualifié   | Disqualifié | Disqualifié   | Disqualifié |
| Mustafa Topaloglu | Super-G      |               |             | 1 min 15 s 64 | 37          |
| Mustafa Topaloglu | Combiné      | 1 min 14 s 99 | 47 s 66     | 2 min 02 s 65 | 32          |

Femmes
| Athlète    | Épreuve      | Finale        | Finale        | Finale        | Finale |
| Athlète    | Épreuve      | Manche 1      | Manche 2      | Total         | Rang   |
| ---------- | ------------ | ------------- | ------------- | ------------- | ------ |
| Dila Kavur | Slalom       | 53 s 74       | 49 s 08       | 1 min 42 s 82 | 26     |
| Dila Kavur | Slalom géant | 1 min 10 s 13 | 1 min 10 s 75 | 2 min 20 s 88 | 38     |
| Dila Kavur | Super-G      |               |               | 1 min 20 s 46 | 30     |
| Dila Kavur | Combiné      | 1 min 19 s 80 | 47 s 62       | 2 min 07 s 42 | 27     |

### Ski de fond
La Turquie a qualifié 1 athlète.
Hommes
| Athlète      | Épreuve      | Finale        | Finale |
| Athlète      | Épreuve      | Temps         | Rang   |
| ------------ | ------------ | ------------- | ------ |
| Hamza Dursun | 10 km hommes | 32 min 55 s 5 | 28     |

Sprint
| Athlète      | Épreuve       | Qualification | Qualification | Quart de finale | Quart de finale | Demi-finale  | Demi-finale  | Finale       | Finale       |
| Athlète      | Épreuve       | Total         | Rang          | Total           | Rang            | Total        | Rang         | Total        | Rang         |
| ------------ | ------------- | ------------- | ------------- | --------------- | --------------- | ------------ | ------------ | ------------ | ------------ |
| Hamza Dursun | Sprint hommes | 1 min 49 s 46 | 25 Q          | 2 min 30 s 2    | 6               | Non qualifié | Non qualifié | Non qualifié | Non qualifié |

### Saut à ski
La Turquie a qualifié 1 athlète.
Hommes
| Athlète      | Épreuve           | 1er saut | 1er saut | 2e saut  | 2e saut | Total  | Total |
| Athlète      | Épreuve           | Distance | Points   | Distance | Points  | Points | Rang  |
| ------------ | ----------------- | -------- | -------- | -------- | ------- | ------ | ----- |
| Falik Yuksel | Individuel hommes | 64,5 m   | 100,6    | 62,5 m   | 95,3    | 195,9  | 16    |